# Вејдова одбрана
Овај чланак користи алгебарску шаховску нотацију како би се описали шаховски потези.
Вејдова одбрана је шаховско отварање које карактеришу потези:
1. д4 д6
2 Сф3 Лг4

## Историја
Отварање је добило име по британском ИМ Бобу Вејду  (1921–2008), поријеклом са Новог Зеланда, који га је играо више од 30 година. На отварању су често играли бројни великани, укључујући Јулиан Ходгсона, Мајкл Адамса, Властимил Јанса и Тони Милеса .

Јоуни Ирјола и Јуси Тела, у својој књизи Експозивни шаховски репертоар отварања за црнога , наводе да је отварање: 
 [...] играо је 1938. године Рудолф Спилман, а 1960-их га користе Леонид Штајин и Лубомир Кавалек . . . Али врхунски лик линије је Јулиан Ходгсон, који га је популаризовао многим динамичним перформансима. Између осталих практичара, вреди поменути допринос Милеса, Адамаса, Хикла и Јансе теоријском развоју линије.  
 Као признање Ходгсонових доприноса, аутори се отварања позивају на "Ходгсонову варијанту", а не на Вејдову одбрану.

## Илустративне игре
- Веселин Топалов вс. Мајкл Адамс, Дортмунд 1996: [3] 
 
 1. Сф3 д6 2. д4 Лг4 3. ц4 Сд7 4. е4 Лхф3 !? 5. Дхф3 г6 6. Сц3 Лг7 7. Дд1 ц5! 8. д5 Лхц3 +! 9. бхц3 Сгф6 10. ф3 Да5 11. Дб3 0-0-0 12. Ле2 Тдг8! 13. Тб1 Дц7 14. Ле3 Дб8 15. Дц2 г5 16. 0-0 Тг6 17. Тб2 Ка8 18. Тфб1 Тб8! 19. Кх1 х5 20. Дд2? (боље је 20 Тб5 "са нејаснијим положајем") г4 21. Дц2 гхф3 22. гхф3 Се5 23. ф4 Дц8 24. Лф1? (бољи је 24.ф5 Тг7 25. Лх6 Тг8 26. Лф4 Сед7, иако црни и даље има велику предност) Схц4! (са побједничком позицијом ) 25. Лхц4 Дх3 26. Тф1 Дхе3 27. Дд3 Дхе4 + 28. Дхе4 Схе4 29. Лд3 ф5 30. Лхе4 фхе4 31. Те2 а6 32. Тхе4 Тг7 33. а4 Ка7 34. Тфе1 Тф8 35. а5 Тфф7 36. Т1е3 Тг4 37. Тхе7 Тхе7 38. Тхе7 Тхф4 39. Те6 Тц4 40. Тхд6 Тхц3 41. Тх6 Тд3 42. Тхх5 ц4 43. Тх4 ц3 44. Тц4 Тхд5 45. Тхц3 Тха5 46. х4 Тх5 47. Тх3 б5 48. Кг2 Кб6 49. Кф3 а5 50. Ке2 б4 51. Кд2 Кб5 52. Кц2 а4 53. Кб2 Тф5 54. х5 а3 55. Кб1 Тф1 + 56. Ка2 Ка4 57. Тх4 Тф2 + 58. Ка1 а2 59. х6 Ка3 0–1 [4]

- Реиналдо Вера вс. Борис Гулко, Луцерн 1993: [5] 
 
 1. д4 д6 2. Сф3 Лг4 3. ц4 Сд7 4. Сц3 е5 5. е3 ц6 6. х3 Лх5 7. Ле2 Ле7 8. 0-0 ф5 !? (8 . . Нгф6 је чвршћи) 9. ц5? (боље је 9.е4! ф4 10.ц5!) е4! 10. цхд6 Лхд6 11. Сд2 Лхе2 12. Дхе2 Сгф6 13. Сц4 Лц7 14. б3 ?! б5! 15. Сд2 Де7 16. Тд1 0-0 17. Сф1 Сб6 18. Лб2 Сфд5 19. а4 ф4! 20. ехф4 Схф4 21. Дхе4 Дг5 22. Дф3 Тае8 23. Дг4? (23 Те1) Дхг4 24. ххг4 б4 25. Са2 Се2 + 26. Кх1 Сд5 27. ф3 Те6 28. Лц1 Тфф6 29. г5 Тф5 30. Сх2 Лхх2 0–1 [6] (31. Кхх2 Тх6 +! 32.гхх6 Тх5 #)